# Ныряльщик (телевизионный пилот)
«Ныряльщик» (англ.  Aquaman) — пилотная серия от создателей «Тайн Смолвиля» Альфреда Гоу и Майлза Миллара для телеканала The WB об одноимённом персонаже DC Comics.

## Сюжет
Молодой человек Артур «Эй-Си» Карри, живущий в пляжном городке во Флориде-Кис, узнаёт, что он является принцем Атлантиды.

## В ролях
- Джастин Хартли — Артур «Эй-Си» Карри
- Лу Даймонд Филлипс — Том Карри
- Дениз Киньонес — лейтенант Рейчел Торрес
- Рик Питерс — агент ФБР Бригман
- Винг Рэймс — МакФэрри
- Эмбер МакДональд — Ева
- Эдрианн Палики — Надя/Сирена
- Даниэлла Дойчер — Атланна